# Tomasz Hryniewiecki
Tomasz Tadeusz Hryniewiecki (ur. 2 marca 1964) – polski kardiolog, doktor habilitowany nauk medycznych, profesor nadzwyczajny Narodowego Instytutu Kardiologii Stefana kardynała Wyszyńskiego w Warszawie-Aninie. 

## Życiorys
Stopień doktorski otrzymał w 1996 broniąc pracy pt. Stan czynnościowy dróg oddechowych u chorych z wadą mitralną, przygotowanej pod kierunkiem Ireny Rawczyńskiej-Englert. Habilitował się w 2003. W warszawskim Instytucie Kardiologii pełni funkcję kierownika Kliniki Wad Nabytych Serca. W 2015 został konkursowo wybrany na dyrektora całego Instytutu zastępując na tej funkcji Witolda Rużyłłę, który dyrektorem był przez dwie kadencje. Od 4 lutego 2022 jest konsultantem krajowym w dziedzinie kardiologii.
Na dorobek naukowy T. Hryniewieckiego składa się szereg opracowań oryginalnych publikowanych m.in. w czasopismach takich jak „PLOS ONE”, „Advances in Interventional Cardiology”, „European Heart Journal” oraz „Kardiologia Polska”. 
Jest założycielem Sekcji Wad Serca Polskiego Towarzystwa Kardiologicznego. Należy ponadto do Europejskiego Towarzystwa Pulmonologicznego (European Respiratory Society). Jest też redaktorem m.in.: „Stanów nagłych” oraz „Kardiologii”.

## Ordery i odznaczenia
- Krzyż Oficerski Orderu Odrodzenia Polski (2020)[10]
- Medal 100-lecia Odzyskania Niepodległości (2019)[11]